# Ministère des Affaires internes
Le ministère des Affaires internes de l'URSS (en russe : Министерство внутренних дел СССР (МВД) ou le MVD) était le ministère de l'Intérieur de l'Union soviétique de 1946 à 1991. Son bâtiment abrite aujourd'hui le ministère de l'Intérieur de la fédération de Russie, place de Kalouga à Moscou. 

## Histoire
Le MVD a été créé pour succéder au NKVD lors de la réforme des commissariats du peuple en ministères de l'Union soviétique en 1946. Le MVD n'incluait pas les agences concernées par la police secrète contrairement au NKVD, la fonction étant confiée au ministère de la Sécurité d'État (MGB). Le MVD et le MGB ont été brièvement fusionnés en un seul ministère à partir de mars 1953 jusqu'à ce que le MGB en soit séparé en tant que Comité pour la sécurité de l'État (KGB) en mars 1954. Le MVD était dirigé par le ministre de l'Intérieur et était responsable de nombreux services internes de l'Union soviétique tels que la police et les prisons, les troupes internes, la sécurité routière, le système du Goulag et le système de migration interne. Le MVD a été dissous lors de la dissolution de l'Union soviétique en décembre 1991 et remplacé par ses différentes branches dans les États post-soviétiques.